# أسل خيطي
الأسَل الخيطي (باللاتينية: Juncus filiformis) هو نوع نباتي ينتمي إلى جنس الأسل من الفصيلة الأسلية.

## البيئة والانتشار
موطنه تركيا ومعظم مناطق أوروبا، وانتشر أيضًا في الولايات المتحدة وكندا واليابان.